# Sanggaran II
Sanggaran II is een bestuurslaag in het regentschap Humbang Hasundutan van de provincie Noord-Sumatra, Indonesië. Sanggaran II telt 722 inwoners (volkstelling 2010).